# Sweet Harmony
Sweet Harmony is een nummer van de Britse electroband The Beloved. Het is de eerste single van hun derde studioalbum Conscienceuit 1993. Op 11 januari dat jaar werd het nummer eerst in het Verenigd Koninkrijk en Ierland op single uitgebracht. In juni volgden het Europese vasteland, Australië, Nieuw-Zeeland en Mexico.

## Achtergrond
De single werd een grote hit in veel Europese landen en in Mexico. In thuisland het Verenigd Koninkrijk werd de 8e positie behaald in de UK Singles Chart. In Ierland  en Zweden werd de 14e positie bereikt, Mexico en Oostenrijk de 3e, Duitsland en Zwitserland de 6e, Italië en Griekenland de 7e, IJsland de 24e, Frankrijk de 16e en in de Eurochart Hot 100 de 20e positie.
In Nederland werd de single veel gedraaid op de landelijke radiozenders en werd een radiohit. De single bereikte de 22e positie in de Nederlandse Top 40 (vanaf 18 juni 1993 op destijds Radio 538 en tot 18 december 1993 ook bij het publieke Veronica op Radio 3) en de 21e positie in de toentertijd nieuwe publieke hitlijst op Radio 3; de Mega Top 50.
In België bereikte de single de 40e positie in de voorloper van de Vlaamse Ultratop 50 en de 26e positie in de Vlaamse Radio 2 Top 30. In Wallonië werd géén notering behaald.

## Video
De videoclip is opmerkelijk. Hierin is zanger Jon Marsh naakt zittend te zien, omringd door zo'n tien eveneens naakte vrouwen die de tekst van het nummer playbacken. Allen gebruikten hun armen, benen en/of hun haar om hun tepels en geslachtsdelen te bedekken. Onder meer wolken, mist en white-out-effecten zorgen verder voor een 'hemelse' uitstraling. In een interview zei Marsh dat de video "niet seksueel bedoeld" was en "zo aseksueel als maar kan".De videoclip was genomineerd voor de International Viewer's Choice Award van MTV Europe bij de MTV Europe Music Awards in 1993.